# Fritz Voigt (Politiker)
Friedrich Voigt (* 18. November 1882 in Trebra; † 1. März 1945 in Berlin-Plötzensee) war ein deutscher Gewerkschafter, sozialdemokratischer Politiker und Widerstandskämpfer gegen den Nationalsozialismus.

## Biographie
Fritz Voigt war gelernter Bauarbeiter. Von 1902 bis 1905 musste er seinen Militärdienst leisten, 1908 begann er als Gewerkschaftssekretär des Deutschen Bauarbeiterverbandes tätig zu sein. Ab August 1914 nahm er am Ersten Weltkrieg teil. Im November 1918 wurde er zum Vorsitzenden des Zentral-Soldatenrates für Schlesien gewählt und war Delegierter zum 1. Reichsrätekongress in Berlin. Auf diesem wurde er in den Zentralrat der Deutschen Sozialistischen Republik gewählt. Als Mitglied der SPD war Voigt in den Jahren 1919 und 1920 für den Wahlkreis 9 Breslau Mitglied der deutschen Nationalversammlung in Weimar. Anschließend übernahm er die Ämter des Staats- und Reichskommissars für Schlesien sowie des Polizeipräsidenten in Breslau. 1920 trat er zurück und organisierte bis 1923 als Leiter des schlesischen Bauhütten- und Betriebsverbandes dessen Aufbau.
Nach der Machtübernahme durch die Nationalsozialisten wurde er im März 1933 verhaftet und bis Anfang 1934 in den Konzentrationslagern Breslau-Dürrgoy, Esterwegen und Lichtenburg festgehalten. In den folgenden zehn Jahren war er Bürovorsteher einer Wohnungsbaugesellschaft. Fritz Voigt hatte ab 1940 in Berlin Kontakt mit Jakob Kaiser und Wilhelm Leuschner und konspirierte in Breslau mit Franz Leuninger und Fritz-Dietlof Graf von der Schulenburg.
Nach dem gescheiterten Attentat auf Adolf Hitler am 20. Juli 1944 wurde er zwei Tage später in der „Aktion Gitter“ verhaftet und kam in das Berliner Gefängnis Lehrter Straße. Am 26. Februar 1945 wurde er zusammen mit Franz Leuninger und Oswald Wiersich vom Volksgerichtshof zum Tode verurteilt und am 1. März im Strafgefängnis Berlin-Plötzensee erhängt.

## Gedenken

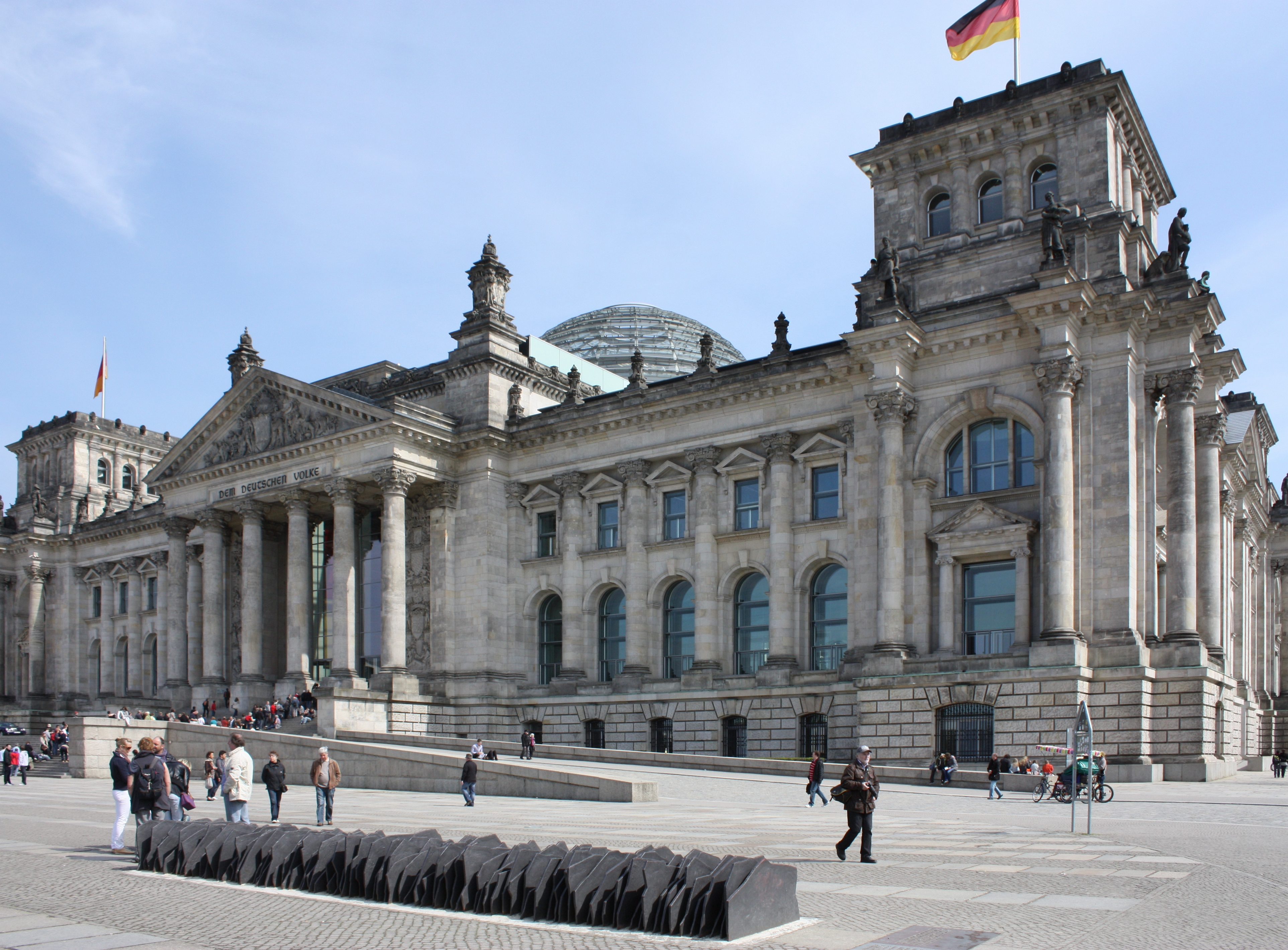
Gedenktafeln am Reichstag

In Berlin erinnert seit 1992 in der Nähe des Reichstags eine der 96 Gedenktafeln für von den Nationalsozialisten ermordete Reichstagsabgeordnete an Voigt.